# Roodborstsabelvleugel
De roodborstsabelvleugel (Campylopterus hyperythrus) is een vogel uit de familie Trochilidae (kolibries).

## Verspreiding en leefgebied
Deze soort komt voor in de tepuis van zuidoostelijk Venezuela en noordwestelijk Brazilië.